# Munkedals Järnväg
Ej att förväxla med museijärnvägen Munkedals Jernväg.
Munkedals Järnväg (MJ) var en smalspårig (600 mm spårvidd) järnväg mellan Munkedals hamn och Munkedals bruk i Bohuslän. Banan byggdes 1895 för att ge pappersbruket bättre transportmöjligheter, men användes också för persontrafik. Den byggdes med en rälsvikt av 12,0 kg/meter. Vid denna tidpunkt fanns inte Bohusbanan, som från 1903 möjliggjorde tågtrafik Munkedal-Göteborg. 
På 1800-talet var principen att trafik längs kusterna skulle ske med ångbåt, exempelvis till Munkedals hamn. Bruket grundades 1871 och man körde först hästlass till hamnen, och senare en ångbil och därefter valde man att bygga en järnväg. Stationen vid bruket kom också att kallas Munkedals övre, och stationen vid Bohusbanan kallades Munkedals nedre.
Sträckan mellan Bohusbanans station och Munkedals hamn är kvar som museijärnväg med spårvidden 600 mm under namnet Munkedals Jernväg. På sträckan till Munkedals bruk körs fortfarande godstrafik, dock med normalspår sedan 1955.

## Bildgalleri

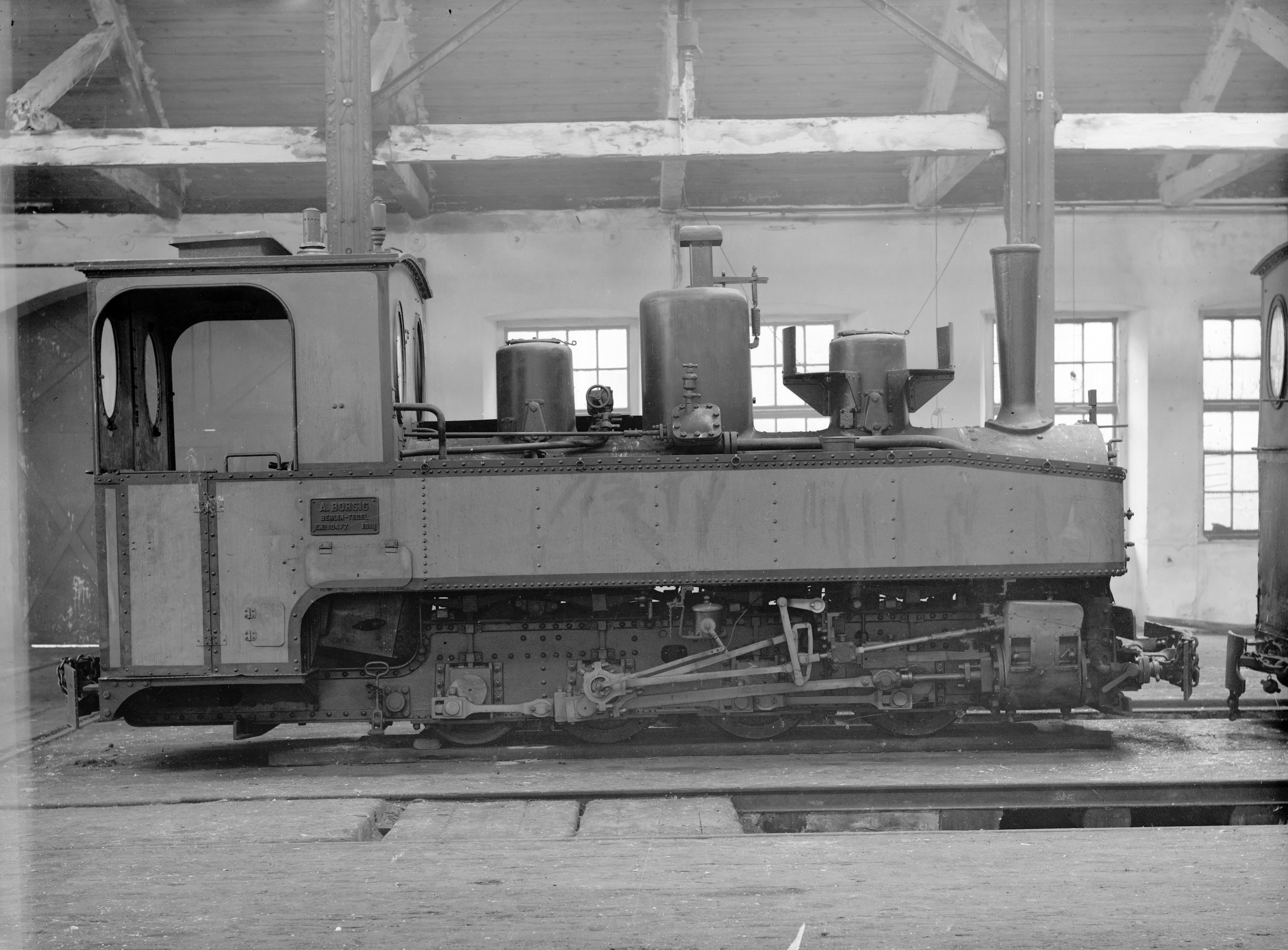
Lok MJ lok 3, ett brigadlok, tillverkat av Borsig i Tyskland.